# Strettweg-vagnen

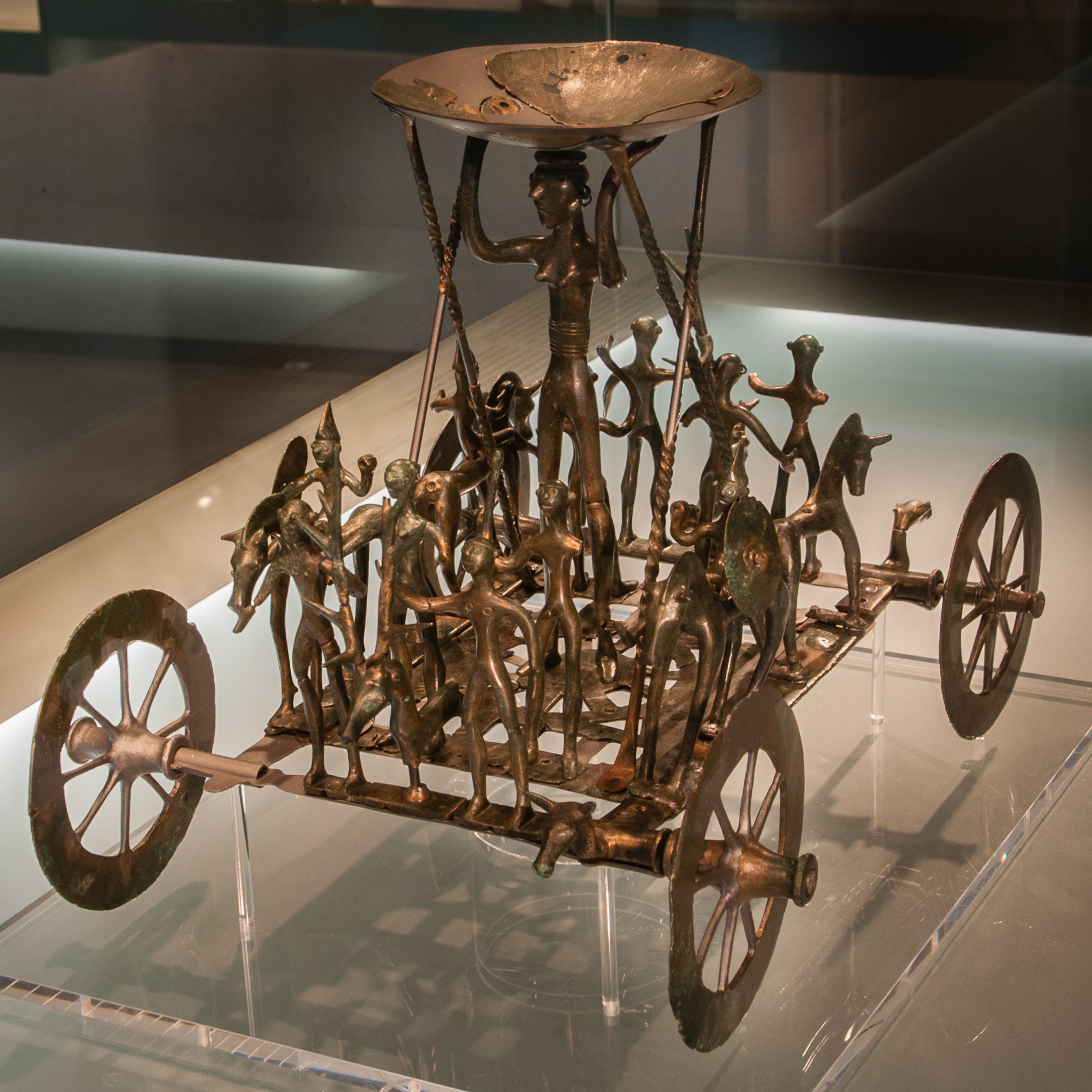
Strettweg-vagnen

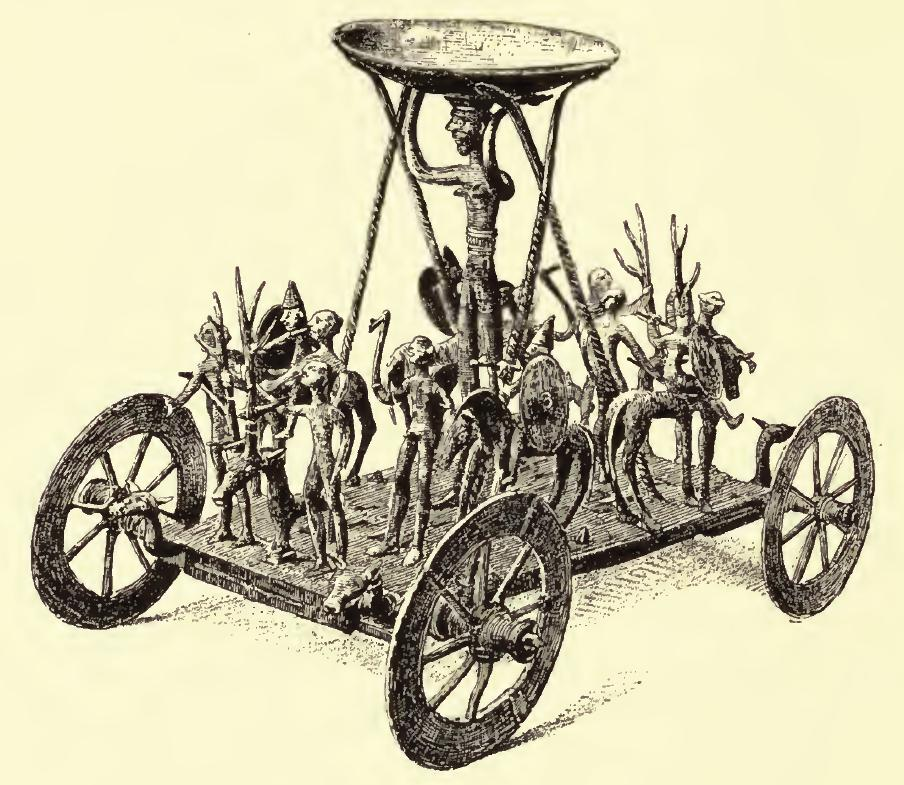
Vagnen i Kaiserlich Deutschen Archäologischen Instituts årsbok 1886

Strettweg-vagnen är ett förhistoriskt kultobjekt i brons från 600-talet f.Kr. och är en av de främsta fynden för Hallstattkulturen. Vagnen hittades i en stor gravhög i Strettweg nära staden Judenburg i Österrike tillsammans med ytterligare gravgåvor och finns nu på museet Joanneum i Graz.
Vagnen som troligen avbildar en kultprocession består av en ca 32 cm lång naken kvinna stående på en genombruten plattform. Kvinnan lyfter en skål över huvudet som antagligen var avsedd för dryckesoffer. Runt kvinnan står en mindre figuringrupp av ryttare och en man som höjer en yxa mot en hjort.